# Wiesław Kozub-Ciembroniewicz
Wiesław Kozub-Ciembroniewicz (ur. 26 lipca 1944 w Krakowie, zm. 13 lutego 2015) – polski prawnik, prof. Uniwersytetu Jagiellońskiego.

## Życiorys
Był absolwentem I Liceum Ogólnokształcącego im. Bartłomieja Nowodworskiego w Krakowie, W 1967 ukończył studia prawnicze na Uniwersytecie Jagiellońskim i podjął pracę na macierzystej uczelni, w Katedrze Historii Doktryn Politycznych i Prawnych. W 1972 ukończył także studia historyczne na Uniwersytecie Jagiellońskim. W 1974 obronił pracę doktorską Państwo faszystowskie Mussoliniego. Doktryna polityczna i regulacje prawne, w 1983 otrzymał stopień doktora habilitowanego, przedstawiając pracę Socjaldemokracja w Austrii współczesnej 1945-1966. 20 stycznia 1993 uzyskał tytuł naukowy profesora nauk prawnych. Od 1985 kierował Katedrą Współczesnych Doktryn Politycznych UJ, w latach 1999-2002 był dyrektorem Instytutu Nauk Politycznych UJ, w latach 2002-2008 był dziekanem Wydziału Studiów Międzynarodowych i Politycznych UJ.
Od 2008 pełnił funkcję przewodniczącego Rady Naukowej Centrum Badań Holokaustu UJ. W latach 2008–2012 był prezesem Klubu Chrześcijan i Żydów Przymierze.
W latach 1985–2006 wykonywał także zawód adwokata. Został pochowany na cmentarzu przy ul. Zawiłej w Krakowie.

## Odznaczenia
- Krzyż Kawalerski Orderu Odrodzenia Polski (2003)[2][3]
- Medal „Plus ratio quam vis” Uniwersytetu Jagiellońskiego (2007)[2][3]
- Odznaka „Honoris Gratia” Prezydenta Miasta Krakowa(2009)[2][3]
- Złoty Krzyż Zasługi (1989)[2][3]